# Powstanie Maji-Maji

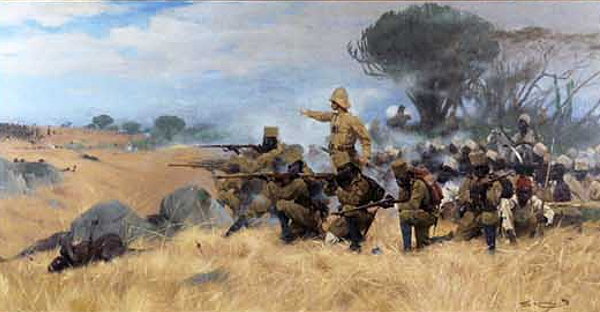
Obraz Bitwa pod Mahenge Friedricha Wilhelma Kuhnerta z 1908 roku. Bitwa była częścią powstania Maji-Maji.

Powstanie Maji-Maji – rebelia około 20 plemion afrykańskich na południowych terenach ówczesnej Niemieckiej Afryki Wschodniej, będących kolonią niemiecką, które miało miejsce w latach 1905–1907. Było to kolejne powstanie Afrykańczyków przeciw Niemcom po powstaniu Busziri (1888–1889) i powstaniu Wahehe (1891–1898). Według różnych szacunków w powstaniu Maji-Maji Niemcy zamordowali około 200-300 tysięcy Afrykańczyków podczas powstania oraz na skutek fali głodu, który Niemcy sztucznie wywołali w celu złamania oporu i ukarania powstańców.

## Historia
Przyczyną powstania były szykany kolonialnych władz niemieckich wobec mieszkańców regionów, w których uprawiano bawełnę na masową skalę (rejony Kilwy i góry Matubi). Niemcy wprowadzili wysokie podatki, m.in. podatki od posiadania domów, zabronili Afrykańczykom polowań na dzikie zwierzęta i wprowadzili w 1905 nową walutę przez wschodnioafrykański bank, co spowodowało zbiednienie Afrykańczyków.
Powstanie rozpoczęło się od zniszczenia przez dwóch mężczyzn i kobietę 20 lipca 1905 plantacji bawełny koło wsi Kipitamu i Nadete na terenach plemienia Matumbi w pobliżu miasta portowego Kilwa. Krótko po tym zdarzeniu kilka plemion rozpoczęło walkę z niemieckim kolonizatorem. Ważną rolę w powstaniu spełniał Kinjiktile, mężczyzna z plemienia Matumbi, znany w roku 1904 jako uzdrowiciel i muzyk, założyciel kultu Maji-Maji. Kinjiktile rozdawał rdzennym mieszkańcom amulety, które rzekomo miały zamieniać wystrzeliwane przez Niemców kule w wodę (maji w języku suahili oznacza wodę). Zdecydowana większość powstańców zmarła z głodu po tym, jak niemiecki rząd kolonialny rozpoczął systematyczne palenie domów, pól i buszu. Pod koniec 1907 roku większość ludności terenów objętych powstaniem nie żyła, a pola były zdewastowane. Po ustaniu głównych walk w 1907 niektórzy z przywódców zrywu prowadzili jeszcze walkę partyzancką przeciwko oddziałom Schutztruppe do lipca 1908, kiedy to niemieckie władze kolonialne złapały ich i wymordowały.
W wyniku walki i niemieckich represji po powstaniu cała południowa część kolonii została spustoszona. Wojna, głód i niemieckie represje spowodowały śmierć około 200-300 tysięcy ludzi. Niemcy stracili kilkunastu żołnierzy.
W Tanzanii powstanie uznawane jest do dzisiaj za ważne wydarzenie narodowe. Julius Nyerere, pierwszy prezydent zjednoczonej Tanzanii, nazwał je początkiem narodowego pojednania, które w roku 1964 doprowadziło do uzyskania niepodległości przez Tanzanię.

## Literatura niemieckojęzyczna
- Walter Nuhn: Flamen ueber Deutschost. Bernard & Graefe Verlag, ISBN 3-7637-5969-7.
- Karl Martin Seeberg: Der Maji-Maji Krieg gegen deutsche Kolonialherschaft. Dietrich Reimer Verlag, Berlin 1989
- Felicitas Becker: Jigal Beez: Der Maji-Maji Krieg in Deutsch Afrika 1905-1907, Ch.Links 2005

## Literatura polskojęzyczna
- Paweł Brudek: Afryka Wschodnia 1914-1918, Warszawa 2008
- Paweł Brudek: Niemieckie wojska kolonialne w Afryce Wschodniej 1886-1918, Oświęcim 2016